# Коффи, Ленор Джей
Лено́р Дже́ксон «Джей» Ко́ффи (англ. Lenore Jackson «J.» Coffee; 13 июля 1896, Сан-Франциско, Калифорния, США — 2 июля 1984, Вудленд-Хиллз, Лос-Анджелес, Калифорния, США) — американская сценаристка, драматург и писательница. Номинантка на премию «Оскар» (1939) в номинации «Лучший адаптированный сценарий» за фильм «Четыре дочери» (1938).

## Биография и карьера
Ленор Джексон Коффи родилась 13 июля 1896 года в Сан-Франциско (штат Калифорния, США) в семье Эндрю Джексона Коффи-младшего и Эллы Маффли. Потомок генерала США Джона Коффи (1772—1833), начальника штаба Эндрю Джексона в битве за Новый Орлеан в 1814 году. Коффи посещала Доминиканский университет Калифорнии в Сан-Рафеле. После этого она начала свою карьеру, когда ответила на объявление с просьбой рассказать историю актрисы Клары Кимболл Янг и получила годовой контракт на 50 долларов в неделю.
В 1939 году, совместно с Джулиусом Джеем Эпстейном, она была номинирована на премию «Оскар» (1939) за «Лучший адаптированный сценарий» к фильму «Четыре дочери», основанный на рассказе Фанни Херст «Действуй, сестра».
Коффи написала много историй, связанных с опытом, с которым женщины сталкивались в её время, однако они не часто получали коммерческий успех. Коффи провела много лет с Warner Bros. упоминает себя в своей автобиографии как единственную женщину-сценариста компании.
Вне киноиндустрии она написала роман «Другое время, другое место», а также пьесу «Семейный портрет».
Приблизительно в 1926 году, Коффи вышла замуж за режиссёра и сценариста Уильяма Джея Кауэна и оставалась за ним замужем до его смерти 16 января 1964 года в 77-летнем возрасте. Коффи на десять лет пережила мужа и скончалась 2 июля 1984 года в Вудленд-Хиллзе, штат Калифорния, на 88-м году жизни.

## Избранная фильмография
- 1926 — «Волжский бурлак» / The Volga Boatman
- 1927 — «Ночь любви» / The Night of Love
- 1931 — «Одержимая» / Possessed
- 1932 — «Ночной суд» / Night Court
- 1932 — «Распутин и императрица» / Rasputin and the Empress
- 1935 — «Дэвид Копперфильд» / David Copperfield
- 1941 — «Великая ложь» / The Great Lie
- 1941 — «Они умерли на своих постах» / They Died with Their Boots On
- 1943 — «Верная подруга» / Old Acquaintance
- 1949 — «За лесом» / Beyond the Forest
- 1951 — «Молния бьёт дважды» / Lightning Strikes Twice
- 1952 — «Внезапный страх» / Sudden Fear